# Iglesia de madera de Kvernes

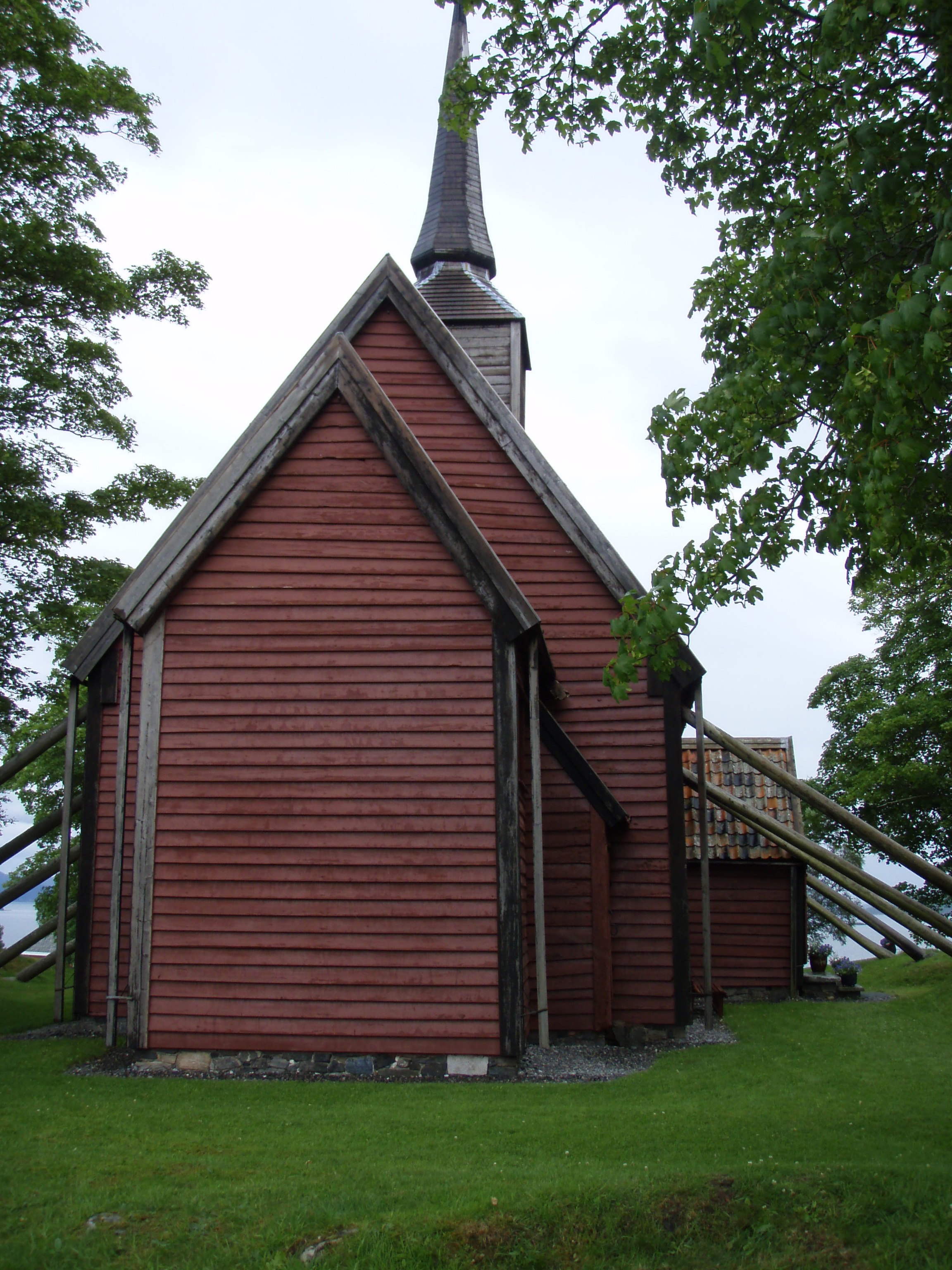
La iglesia de madera de Kvernes, vista desde el oriente. Se aprecian los puntales que soportan a los muros.

La iglesia de madera de Kvernes es una stavkirke del municipio de Averøy, Noruega, construida en la segunda mitad del siglo XIV.
Es una stavkirke de tipo B, también llamado «de nave única», y pertenece al subgrupo de Møre. Inicialmente fue construida como una iglesia-salón con nave rectangular y coro ligeramente menos ancho que aquella. En 1633 fue ampliamente remodelada; el coro original de técnica stavverk fue sustituido por uno nuevo en lafteverk, el corredor exterior fue derribado y el portal occidental fue movido hacia el costado meridional de la iglesia. En 1776 fue nuevamente remodelada, y de nuevo en 1810, cuando se añadió la torre sobre la parte occidental del caballete del techo. 

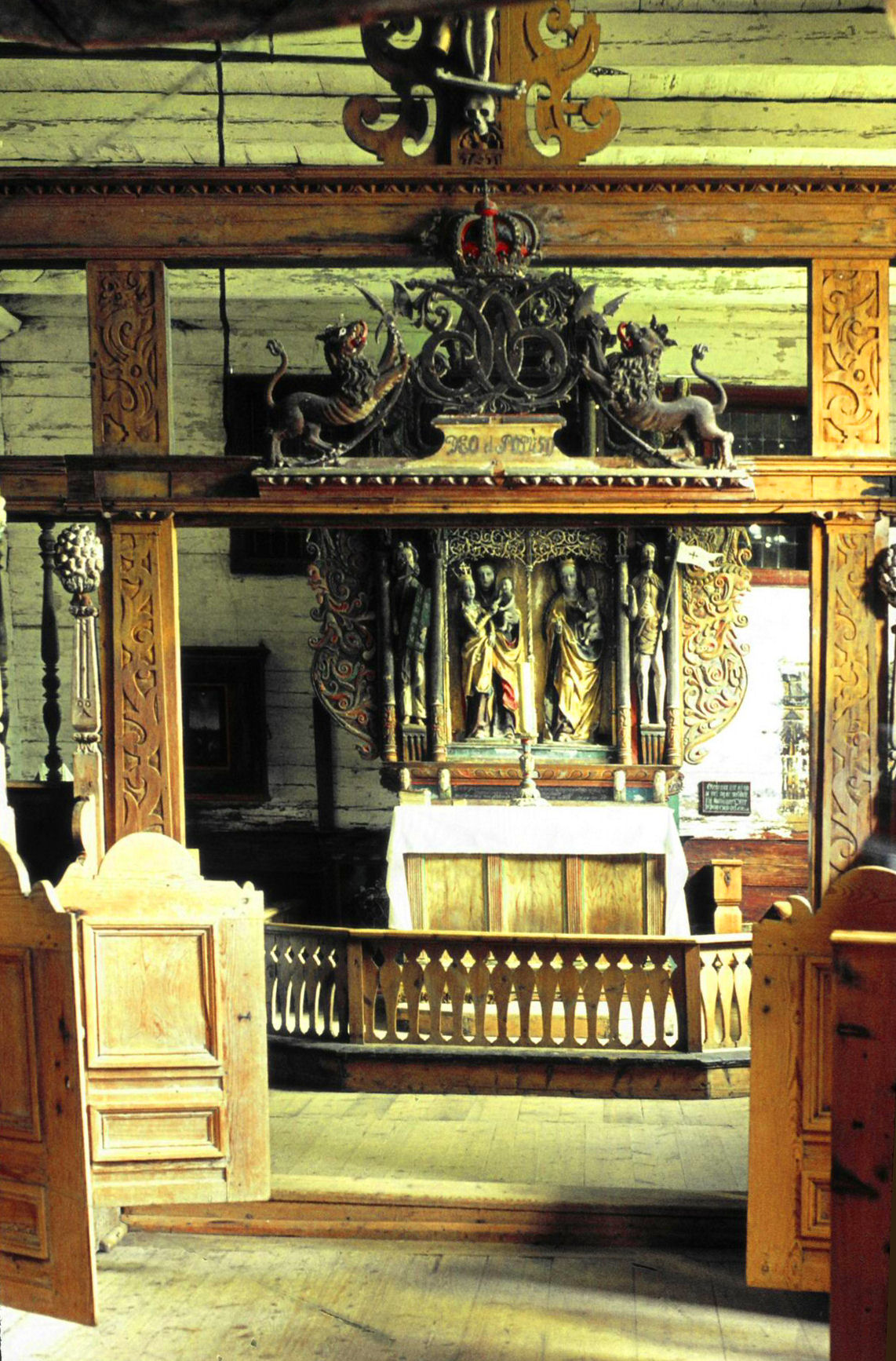
La división del coro (en primer plano) y el altar medieval.

Además de los postes esquineros (stav), hay postes en medio de los muros y uno más en medio de la nave. En los costados norte y sur la iglesia tiene puntales que proporcionan soporte adicional a los muros, característica esta última sólo compartida con la iglesia de madera de Rødven.
En 1893 se consagró la nueva iglesia de Kvernes, de mampostería, que se localiza al suroeste de la stavkirke. En 1894 la stavkirke fue vendida por la parroquia a un grupo de personas de Kristiansund, que consideraron su traslado al Museo de Nordmøre de esa ciudad, pero finalmente la donaron a la Sociedad para la Conservación de Monumentos Antiguos Noruegos. Esta sociedad es la actual propietaria del templo; no obstante, éste sigue siendo utilizado con fines religiosos.